# Régis Silva
Régis Silva (sinh ngày 20 tháng 11 năm 1989) là một cầu thủ bóng đá người Brasil.

## Sự nghiệp câu lạc bộ
Régis Silva đã từng chơi cho Nagoya Grampus.

## Thống kê câu lạc bộ

### J.League
| Đội            | Năm       | J.League | J.League | J.League Cup | J.League Cup | Tổng cộng | Tổng cộng |
| Đội            | Năm       | Trận     | Bàn      | Trận         | Bàn          | Trận      | Bàn       |
| -------------- | --------- | -------- | -------- | ------------ | ------------ | --------- | --------- |
| Nagoya Grampus | 2014      | 6        | 0        | 1            | 0            | 7         | 0         |
| Tổng cộng      | Tổng cộng | 6        | 0        | 1            | 0            | 7         | 0         |